# Klessing (Waffenbrunn)
Klessing ist ein Gemeindeteil der Gemeinde Waffenbrunn im Landkreis Cham des Regierungsbezirks Oberpfalz im Freistaat Bayern.

## Geografie
Klessing liegt auf dem Ostufer des Katzbaches 2 Kilometer nordöstlich von Waffenbrunn an der Bahnstrecke Cham–Waldmünchen. Die nächsten Haltepunkte dieser Bahn befinden sich in Balbersdorf 1 Kilometer nördlich und in Waffenbrunn 2 Kilometer südlich von Klessing. 400 Meter westlich von Klessing verläuft auf dem Westufer des Katzbaches die Staatsstraße 2146.

## Geschichte
Klessing hatte 1752 9 Anwesen, darunter ein Gemeinde-Hüthaus. Die Eigentümer hießen Pangerl, Schaller, Mayr, Althammer, Mader, Vögerl, Godl, Stelzer.
1808 wurde die Verordnung über das allgemeine Steuerprovisorium erlassen. Mit ihr wurde das Steuerwesen in Bayern neu geordnet und es wurden Steuerdistrikte gebildet. Dabei kam Klessing zum Steuerdistrikt Kolmberg. Der Steuerdistrikt Kolmberg umfasste die Orte Balbersdorf mit Klinglhof und Klinglmühle, Klessing, Kolmberg, Saisting mit Schnabelmühle.
1818 wurden im Landgericht Cham Gemeinden gebildet. Diese Gemeinden stimmten zunächst mit den Steuerdistrikten überein. Kolmberg wurde patrimonialgerichtische Gemeinde. 1821 wurde jedoch die Gemeindebildung überarbeitet. Es wurde nun darauf Wert gelegt, dass die Gemeindeteile zur selben Pfarrei gehörten. Landgerichtische Orte und patrimonialgerichtische Orte wurden getrennt. Große Steuerdistrikte wurden in kleinere Gemeinden aufgeteilt. Bei diesem Prozess entstanden sehr viele kleinere Gemeinden, darunter auch die Gemeinde Klessing mit den Ortschaften Klessing, Saisting und Schnabelmühle. Diese starke Gliederung in kleine und kleinste Gemeinden hatte teilweise jedoch wenig Bestand. Bereits im Topographisch-statistischen Handbuch des Königreichs Bayern von 1867 wurde die Gemeinde Klessing nicht mehr erwähnt, sondern unter Kolmberg aufgelistet. Die Gemeinde Kolmberg umfasste 1867 die Orte Klessing, Kolmberg, Saisting und Schnabelmühle.  Bei der Gebietsreform in Bayern wurde 1972 die Gemeinde Kolmberg in die Gemeinde Waffenbrunn eingemeindet.

## Pfarreizugehörigkeit
Klessing gehörte zunächst zur Pfarrei Chammünster. 1923 wurde Klessing der neu gegründeten Pfarrei Waffenbrunn zugeteilt. 1997 hatte die Klessing 95 Katholiken.

## Einwohnerentwicklung ab 1838
| Jahr | Einwohner | Gebäude |
| ---- | --------- | ------- |
| 1838 | 58        | 10      |
| 1861 | 54        | 26      |
| 1871 | 52        | 40      |
| 1885 | 64        | 10      |
| 1900 | 56        | 11      |
| 1913 | 58        | 8       |

| Jahr | Einwohner | Gebäude |
| ---- | --------- | ------- |
| 1925 | 55        | 9       |
| 1950 | 82        | 14      |
| 1961 | 91        | 14      |
| 1970 | 107       | k. A.   |
| 1987 | 96        | 26      |
| 2011 | 90        | k. A.   |